# True (Wisconsin)
True – miasto w Stanach Zjednoczonych, w stanie Wisconsin, w hrabstwie Rusk.